# Lamina (biologie)
Pour les articles homonymes, voir Lamina.
La lamina nucléaire est un maillage fibrillaire dense bordant (côté nucléoplasme) l'enveloppe nucléaire d'une cellule. Il s'agit d'un réseau protéique fibreux, homologue aux filaments intermédiaires qui double la membrane interne de l'enveloppe nucléaire formant une couche de 10 à 20 nm d'épaisseur et interrompue par des pores nucléaires. Ce réseau est composé de polypeptides appelés lamines de 3 types différents : lamine A, lamine B et lamine C. La lamine A et la lamine C sont quasi identiques.
À la différence des filaments intermédiaires, la lamina nucléaire a un domaine central plus long et un signal de localisation nucléaire. Elle forme un réseau à maille carrée et dynamique qui se désassemble en début de mitose pour se reformer en fin de mitose, grâce à un mécanisme de phosphorylation et déphosphorylation.

## Rôle physiologique
La lamina donne sa forme au noyau, rend rigide l'enveloppe nucléaire et joue un rôle dans la disparition et la reconstitution de la membrane nucléaire lors de la division cellulaire. Elle sert aussi à la fixation des chromatides à la périphérie du noyau et représente un support structural pour l'enveloppe nucléaire. On l'appelle aussi nucléosquelette ou nucléocortex.